# Anyer

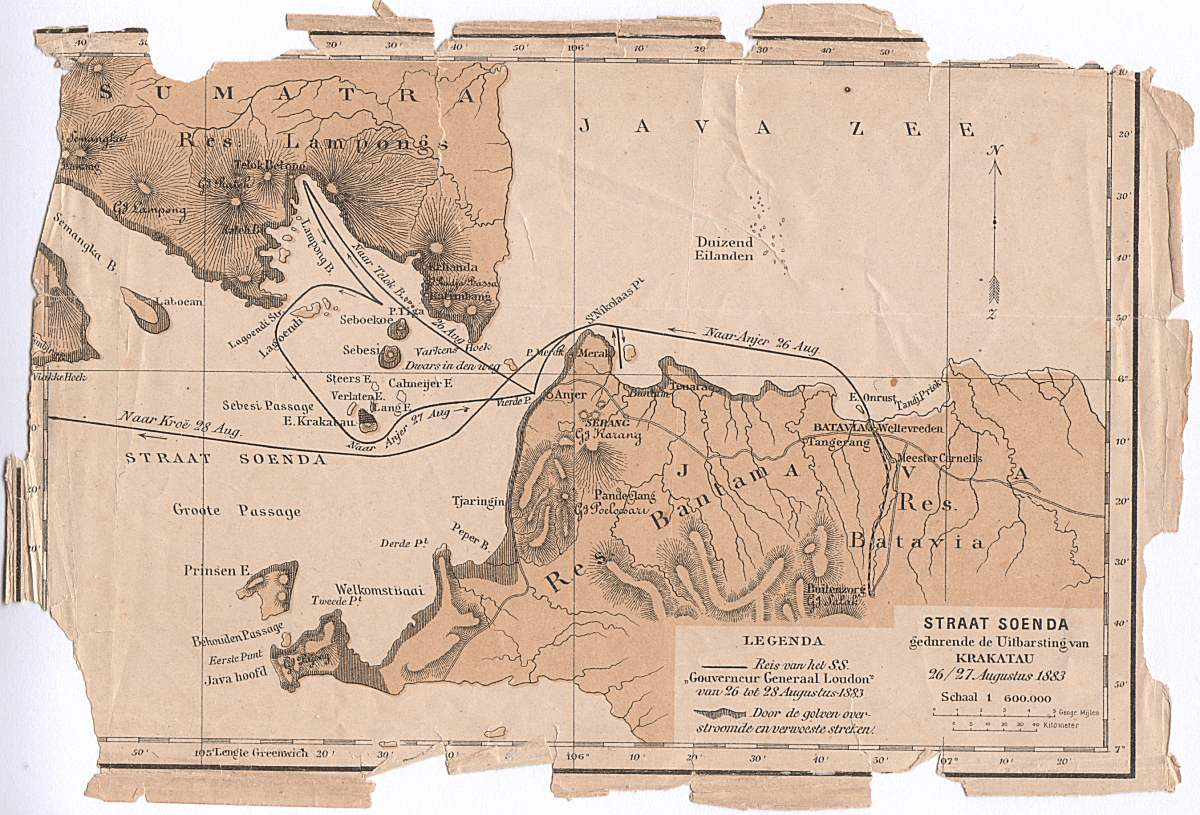
Alte Karte der Sundastraße mit dem damaligen Anjer

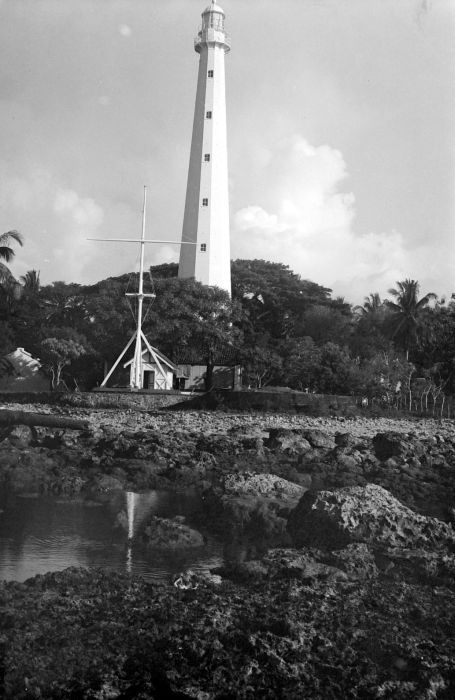
Leuchtturm (1933)

Anyer ist ein Dorf in der indonesischen Provinz Banten auf der Insel Java an der Sundastraße 15 Kilometer südlich von Merak.
1885 ließ Prinzessin Wilhelmina hier einen Leuchtturm zum Gedenken an die Opfer des Ausbruchs des Vulkans Krakatau zwei Jahre zuvor, errichten. Er war der Ausgangspunkt des 1000 Kilometer langen Grote Postweg, der 1808 angelegt wurde Richtung Panarukan im Osten von Java.
Vor der Küste liegt die Insel Pulau Sangiang, zu der Schiffs- und Bootsverbindungen bestehen. In der Gegend gibt es einige Korallenriffe.
Koordinaten: 6° 3′ 16″ S, 105° 55′ 40″ O